# Onorato Bucci
Onorato Bucci (* 1. Juli 1941 in Torre Annunziata; † 25. April 2025) war ein italienischer Rechtshistoriker.

## Leben
Er war ordentlicher Professor für Römisches Recht und die Rechte des antiken Mittelmeerraums an der Universität Molise, wohin er 1991 von der Universität Siena wechselte. Er war Professor des Jus Graeco-Romanum sive Byzantinum und der Historia Institutionum Antiqui Orientis (früher Iura Orientis Antiqui Mediterranei) an der Päpstlichen Lateranuniversität. Ab 1975 war er Konsultor der Päpstlichen Kommission zur Revision des Östlichen Kodex des Kirchenrechts, zuletzt (Stand 1/2023) Konsultor der Kongregation für die orientalischen Kirchen und des Päpstlichen Rates für Gesetzestexte. Er war Gründungsmitglied der Société Internationale des Droits des Eglises Orientales (1974, Wien) und der Consociatio Internationalis Iuris Canonici (1972, Rom) sowie Mitglied der Société Internationale d’Histoire des droits de l’Antiquité (SIDA, später SIHDA) und Mitglied des Päpstlichen Komitees für Geschichtswissenschaften.

## Schriften (Auswahl)
- Le provincie orientali dell’impero romano. Una introduzione storico-giuridica. Rom 1998, OCLC 1284418767.
- Germanesimo e romanità. Napoli 2004, ISBN 88-495-0721-6.